# Diecezja Córdoba
Diecezja Córdoba (łac. Dioecesis Cordubensis in Mexico) – diecezja Kościoła rzymskokatolickiego w Meksyku, sufragania archidiecezji Jalapa.

## Historia
15 kwietnia 2000 roku papież Jan Paweł II konstytucją apostolską Ministerium Nostrum erygował diecezję Córdoba. Dotychczas wierni z tych terenów należeli do archidiecezji Jalapa.

## Ordynariusze
- Eduardo Porfirio Patiño Leal (od 2000)